# Cabo Landeros
Das Cabo Landeros (in Argentinien Cabo Martínez) ist ein Kap am nördlichen Ende der Pelseneer-Insel in der Wilhelmina Bay an der Danco-Küste des Grahamlands auf der Antarktischen Halbinsel.
Chilenische Wissenschaftler benannten es nach José Miguel Landeros Aravena, der bei der 2. Chilenischen Antarktisexpedition (1947–1948) an der Errichtung der Bernardo-O’Higgins-Station beteiligt war. Der Namensgeber der argentinischen Benennung ist nicht überliefert.